# بارش شهابی ربعی

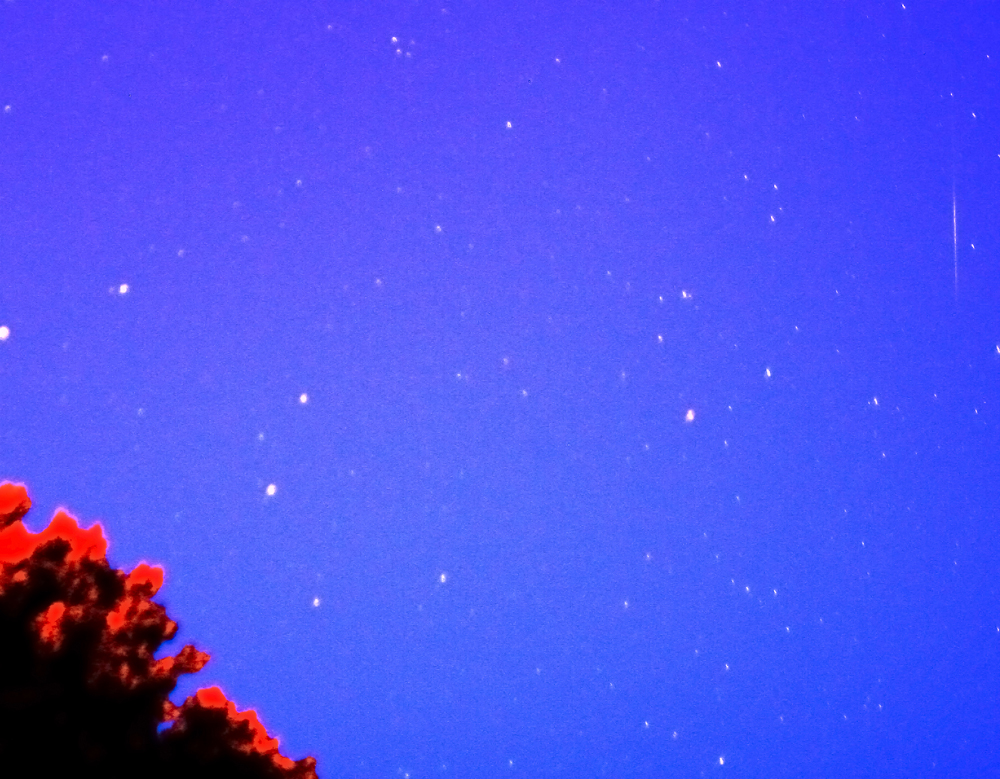
بارش شهابی ربعی

بارش شهابی ربعی که به آن بارش شهابی کوادرانت و بارش شهابی نطاق هم گفته‌اند یکی از پربارترین بارش‌های شهابی سال است. نرخ ساعتی سرسویی این بارش در زمان اوج، به حول و حوش ۹۰ می‌رسد و در نتیجه این بارش معمولاً دوّمین یا سوّمین بارش شهابی بزرگ‌سال است. سرعت میانگین شهاب‌های این بارش در برابر زمین در حدود ۴۱ کیلومتر در ساعت است که نسبت به بسیاری از بارش‌های شهابی سرعت کمی به‌شمار می‌آید که خود باعث کم‌تر شدن نرخ ساعتی سرسویی این بارش است. این بارش معمولاً در روز ۱۱ دی‌ماه یا روز کریسمس آغاز می‌یابد و در ۱۳ دی به اوج می‌رسد و در ۱۷ دی پایان می‌یابد. بر خلاف برخی از بارش‌های شهابی چون برساوشی که بازهٔ زمانی خیلی بلندی دارند بازهٔ زمانی این بارش خیلی کوتاه است. کوتاه بودن بازهٔ زمانی این بارش نشان‌دهندهٔ نازک بودن تودهٔ ذرّات منشأ این بارش است و اگر مدار سیّارهٔ زمین کمی جابه‌جا شود نرخ ساعتی سرسویی این بارش شدیداً کم و زیاد خواهد شد.

## سرگذشت

### نام گذاری
این بارش در حدود ۵۰۰ سال پیش به دست چینیان و کره‌ای‌ها شناخته شد امّا کم‌کم به فراموشی سپرده شد تا این که در چند سده پس از آن دوباره شناخته شد. در آن زمان در بخشی از صورت فلکی گاوران کنونی، صورتکی با نام رُبع(Quadrans Muralis) وجود داشت. مکان آن بین سه خواهران (سه ستاره از بنات النعش) و چهارضلعی ستاره‌هایی که سرِ اژدها می‌سازد، می‌باشد. در اوقات اوج این بارش کانون آن در صورت فلکی ربع قرار داشت و به همین دلیل این بارش را ربعی نام گذاشتند امّا پس از مدّتی در تقسیم‌بندی جدیدی که برای تعیین پیکرهای آسمانی و جای آنان انجام شد ربع به عنوان بخشی از صورت فلکی گاوران قرار گرفت امّا نام این بارش ربعی باقی‌ماند.

### منشأ
منشأ این بارش در ابتدا ناشناخته بود امّا پس از مدّتی آن را به دنباله‌دار ۹۶پ نسبت دادند. در سال ۱۹۷۹ میلادی تحقیقات ثابت کردند که تودهٔ ذرّات این بارش در مسیر دنباله‌دار C/1491Y۱ است و به همین دلیل این بارش را به این دنباله‌دار نسبت دادند. در سال ۲۰۰۳ سیّارکی به نام ۲۰۰۳EH۱ یافت شد و کمی پس از آن محقّقان متوجّه شدند که این سیّارک در مسیر توده ذرّات منشأ این بارش حرکت می‌کند. از آن پس فرض می‌شود که دنباله‌دار C/1491Y۱ پس از مدّتی به یک سیّارک بدل شده که بعدها با نام ۲۰۰۳EH۱ شناخته شده و این سیّارک منشأ این بارش است.